# Garifunas
 (janvier 2025).
Les Garifunas sont un des peuples des Caraïbes. Leur langue, le garifuna, appartient à la famille linguistique des langues arawakiennes.

## Historique
Les Garifunas sont issus du métissage entre des esclaves africains évadés (les nègres marrons) et les autochtones (Caraïbes et Arawaks), mêlant certaines traditions africaines avec la culture caraïbe. Leur nom signifie « mangeur de manioc » en arawak. On les nomme quelquefois : Caraïbes noirs.
Au fil des massacres et des déportations, les Garifunas ont été progressivement parqués dans certaines îles des petites Antilles et tout particulièrement Saint-Vincent et la Dominique.
Les Indiens caraïbes sont progressivement devenus démographiquement minoritaires, mais ils transmirent aux Africains leur langue et de nombreux éléments de leurs cultures autochtones à la culture garifuna en construction, réalisant une synthèse de cultures autochtones et africaines.
Durant le XVIIIe siècle, les Garifunas vécurent sous la tutelle du Royaume de France et du Royaume de Grande-Bretagne en fonction des changements de possession des îles antillaises. En 1795, influencés par les idéaux républicains de la Révolution française (via Haïti), et poussés par le soutien de Victor Hugues depuis la Guadeloupe et de ses corsaires, les Garifunas attaquèrent les Britanniques, alors maîtres de Saint Vincent. La guerre dura dix-huit mois mais en 1796, les Caraïbes noirs furent vaincus. Les autorités britanniques décidèrent alors de déporter cette population belliqueuse ; 5 000 Garifunas furent embarqués dans huit navires pour rejoindre Baliceaux, dans les Grenadines.
En avril 1797, les 2 026 hommes, femmes et enfants, qui avaient survécu sur cette île inhospitalière furent débarqués sur l'île de Roatán, en face des côtes du Honduras.  Plus tard, ils quittèrent l'île, trop petite, pour s'installer sur le continent. Ils fondèrent plusieurs villages, comme Livingston en 1806 sur la côte atlantique du Guatemala.

## Situation actuelle
Assimilés aux peuples autochtones dans les pays où ils habitent (Belize, Honduras, Guatemala, Barbade, Nicaragua), les Garifunas y subissent les mêmes discriminations que les peuples amérindiens. Il y aurait 500 000 personnes d'origine garifuna dans le monde, dont les deux-tiers ont émigré aux États-Unis, ce qui aggrave la situation économique des communautés locales, privées des forces productives. La consommation croissante de drogue et d'alcool est aussi un problème social crucial.
Parmi les 100 000 personnes qui parleraient encore leur langue, la plupart se trouve en Amérique centrale et dans les Caraïbes. C'est au Belize, où ils représentent 7 % de la population, qu'ils sont proportionnellement les plus nombreux.

### Filmographie
- Livingston, expérience Garifunas, film documentaire de Sandrine Feydel, 2010.
- Yalifu, voyage en terre Garifuna, film documentaire de Gérard Maximin, 2017.